# Ван Бюрън (окръг, Мичиган)
Окръг Ван Бюрън (на английски: Van Buren County) е окръг в щата Мичиган, Съединени американски щати. Площта му е 2823 km², а населението - 76 263 души (2000). Административен център е град По По.